# ستيفن هتشينسون
ستيفن هتشينسون (بالألمانية: Steven Hutchinson) مواليد 17 يناير 1968 في برلين، هو لاعب كرة سلة ألماني معتزل. بدأ مسيرته الاحترافية في سنة 1991. لعب مع إي دبليو إي باسكتس أولدنبورغ في الدوري الألماني لكرة السلة كلاعب وسط. حمل الرقم 15. يبلغ طوله 6 قدم 7 بوصة (2.0 م). اعتزل اللعب في 2004. لعب مع تليكوم باسكتس بون.

## روابط خارجية
- ستيفن هتشينسون على موقع كرة السلة الأوروبية.كوم (الإنجليزية)
- ستيفن هتشينسون على موقع ريلجم (الإنجليزية)
- ستيفن هتشينسون على موقع بروبوليرز (الإنجليزية)